# Moritz Pläschke (Maler)
Carl Moritz Pläschke, auch Plaeschke (* 21. Mai 1817 in Strehlen, Provinz Schlesien; † 5. Juni 1888 in Düsseldorf), war ein deutscher Genre- und Landschaftsmaler der Düsseldorfer Schule.

## Leben

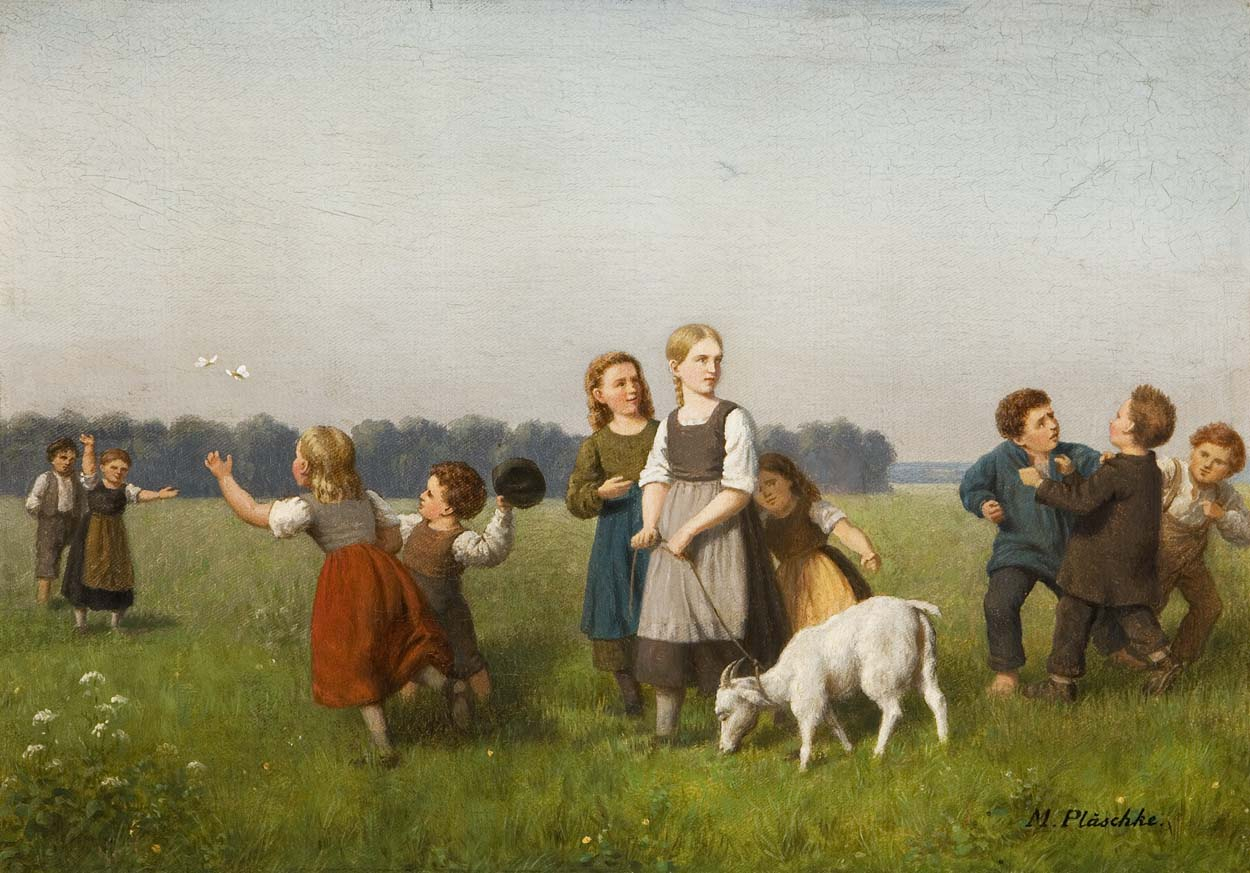
Spielende Kinder mit Zicklein auf der Wiese

Pläschke, viertes von sieben Kindern des Baumeisters und Krämers Samuel Gottlieb Plaeschke (* 1786) und dessen erster Ehefrau Johanna Rosine, geborene Baumann (1812–1846), besuchte nach einer Lehre in Breslau in den Jahren 1836 bis 1840 die Kunstakademie Düsseldorf. Dort wurde Theodor Hildebrandt sein wichtigster Lehrer. Als freischaffender Genremaler ließ er sich 1844 dauerhaft in Düsseldorf nieder. In seinem Atelier war der Maler Moritz Blanckarts sein Privatschüler. 1846 heiratete Pläschke Mathilde Knevels († im November 1857), die die Kinder Johann Gottlieb Moritz (1847–1914), Alfred (1849–1907) und Eugen (1851–1898) gebar. Im Revolutionsjahr 1848 zählte er zu den Gründungsmitgliedern des Künstlervereins Malkasten, dem er bis zu seinem Tode angehörte.
Am 31. März 2019 wurde eine Folge der Sendung Lieb & Teuer des NDR ausgestrahlt, die von Janin Ullmann moderiert und im Schloss Reinbek gedreht wurde. Darin wurde mit der Gemälde-Expertin Ariane Skora ein Ölgemälde Pläschkes besprochen, das ein Geschwisterpaar zeigt und der Genremalerei zuzuschreiben ist.